# Asier del Horno
Asier del Horno Cosgaya (ur. 19 stycznia 1981 w Barakaldo) – piłkarz hiszpański narodowości baskijskiej grający na pozycji lewego obrońcy. Od sierpnia 2011 do sierpnia 2012 zawodnik Levante UD.
Wychowanek klubu Athletic Bilbao, następnie grał w Chelsea FC i Valencia CF. W 2007 roku powrócił do Athleticu Bilbao na zasadzie wypożyczenia, jednak w 2008 roku powrócił do drużyny "Nietoperzy". W Primera División del Horno zadebiutował 9 września 2000 roku jako zawodnik Bilbao w przegranym 2:0 meczu z Deportivo La Coruña. Pierwszą bramkę w lidze zdobył natomiast 16 lutego 2002 roku w wygranym 2:1 pojedynku Athleticu z Realem Madryt. W reprezentacji Hiszpanii zadebiutował 3 września 2004 roku w zremisowanym 1:1 spotkaniu przeciwko Szkocji. Był powołany do składu reprezentacji na Mistrzostwa Świata 2006, ale z powodu kontuzji nie wziął udziału w turnieju. Del Horno ma za sobą także występy w reprezentacji Kraju Basków, w której po raz pierwszy wystąpił 27 grudnia 2003 roku w zwycięskim 2:1 meczu z Urugwajem. Z powodu problemu z kontuzjami Levante UD rozwiązało z nim kontrakt na początku sierpnia 2012. Po rozstaniu z Levante UD postanowił zakończyć karierę w wieku zaledwie 31 lat. Powodem tej decyzji były powracające urazy.